# Rašpor
Rašpor (en italien : Raspo) est une localité de Croatie située dans la municipalité de Lanišće, comitat d'Istrie. Au recensement de 2001, elle comptait 17 habitants.

## Démographie
| 1948 | 1953 | 1961 | 1971 | 1981 | 1991 | 2001 |
| ---- | ---- | ---- | ---- | ---- | ---- | ---- |
| 110  | 93   | 66   | 28   | 26   | 20   | 17   |